# 触觉缺失
触觉缺失（anaphia），或称无触觉，是一种医学症狀，指触觉全部或部分丧失。触觉缺失是脊髓損傷和周邊神經病變的常见症状。